# Cratocnema variicolor
Cratocnema variicolor är en stekelart som beskrevs av Granger 1949. Cratocnema variicolor ingår i släktet Cratocnema och familjen bracksteklar. Utöver nominatformen finns också underarten C. v. nigrifemur.